# Дисвато
Дисвато (грч. Δύσβατο) је насељено место у општини Места у периферији Источна Македонија и Тракија, Грчка. Према попису из 2021. године било је 22 становника.
Према бугарском географу и историчару, Василу Канчову, у Дисвату је 1900. године живело 260 Турака. Село се раније звало Недерли и чиниле су га и још махале Даутли, Хоџа, Џами и Имерли. Године 1924. турско становништво је принудно исељено у Турску а на њихово место су насељене грчке избегличке породице из Турске, којих је на попису из 1928. године било 333.